# Сюърд (полуостров)
Сюърд (на английски: Seward Peninsula) е полуостров в западната част на щата Аляска, вдаващ се 320 km на запад. Разположен е между Чукотско море, в т.ч. залива Коцебу на северозапад и север и Берингово море, в т.ч. залива Нортън на югозапад и юг. На запад Беринговият проток го отделя от полуостров Чукотка на Азия. На полуостров Сюърд се намира най-западната континентална точка на Северна Америка – нос Принц Уелски (65°35′47″ с.ш., 168°05′05″ з.д.). Ширината му от север на юг варира от 145 до 225 km. Бреговете му са предимно ниски, плоски, заблатени, изобилстващи от множество плитки заливи и лагуни – залива Шишмарьов, лагуните Икпек и Лоп (по северозападния бряг), заливите Кларънс и Головнин (по южния бряг). Релефът му е предимно равнинен и нискохълмист с максимална височина връх Осбърн (1437 m). От 1898 г. в района на селището Ном се разработват златни находища. Към 2010 г. на полуострова живеят 7500 души в 11 малки селища, като най-големите са Ном (3598 души, на югозападния бряг), Шишмарьов (563 души, на северния бряг), Баклънд (416 души). Полуостровът е наименуван в чест на сър Уилям Хенри Сюърд (1801 – 1872), държавен секретар на САЩ, взел активно участие при покупката на САЩ на Аляска от Русия през 1867 г.